# Villers-sur-Authie
Villers-sur-Authie település Franciaországban, Somme megyében. Lakosainak száma 460 fő (2022. január 1.). Villers-sur-Authie Tigny-Noyelle, Colline-Beaumont, Arry, Nampont, Quend, Rue, Vercourt és Vron községekkel határos.

## Népesség
A település népessége az elmúlt években az alábbi módon változott:
| Lakosok száma | 472  | 494  | 474  | 473  | 471  | 469  | 466  | 460  |
|               | 2015 | 2016 | 2017 | 2018 | 2019 | 2020 | 2021 | 2022 |